# 살로메 주라비슈빌리
살로메 레바니스 아술리 주라비슈빌리(조지아어: სალომე ლევანის ასული ზურაბიშვილი, 1952년 3월 18일~)는 조지아의 정치인이자 외교관으로 2018년 12월부터 2024년 12월까지 조지아 대통령 및 조지아군 최고통수권자를 역임했다. 주라비슈빌리는 조지아 역사상 첫 여성 대통령으로, 2024년에 있을 헌법 개정의 결과로 직접 선거로 선출된 마지막 조지아 대통령이 될 것으로 예상된다. 미래 모든 조지아 국가 원수는 선거인단이 간접 선거로 선출하게 될 예정이다.
주라비슈빌리는 파리의 조지아 이민자 가정에서 태어나, 1970년대부터 30년 동안 다양한 고위 외교직을 역임한 전문 외교관이었다. 2003년부터 2004년까지 조지아 주재 프랑스 대사를 역임한 경력도 있는 주라비슈빌리는 2004년 프랑스와 조지아의 상호 합의에 따라서 조지아 국적을 인정 받고 조지아의 외무장관이 되었다. 조지아 외무부에서 재직하는 동안에는 조지아 본토에서 러시아군의 철수를 촉구하는 조약 협상에 임했으며, 유엔 안전보장이사회의 이란 제제 위원회에서는 전문가 패널 조정자로 활약했다.
전 조지아 대통령 미헤일 사카슈빌리와 결별한 이후에는 2006년 조지아의 길이라는 정당을 창당했으며 2010년까지 해당 정당을 이끌었다. 2016년 무소속으로 조지아 의회의 구성원이 되었고, 대통령에 취임한 이후에는 의원직에서 물러났다. 2018년 조지아 대통령 선거에선 무소속으로 출마했으며 조지아의 꿈-민주 조지아 정당의 지원을 받았다. 대선 결선 투표에선 전 조지아 외무장관 그리골 바샤제를 상대로 승리해 조지아 역사상 첫 여성 대통령이 되었다.

## 역대 선거 결과
| 선거명      | 직책명          | 대수 | 정당   | 1차 득표율 | 1차 득표수 | 2차 득표율 | 2차 득표수  | 결과 | 당락 |
| ----------- | --------------- | ---- | ------ | ---------- | ---------- | ---------- | ----------- | ---- | ---- |
| 2018년 선거 | 조지아의 대통령 | 5대  | 무소속 | 38.64%     | 615,572표  | 59.52%     | 1,147,701표 | 1위  |      |

| 전임 테도 자파리제 | 조지아의 외무장관 2004년 ~ 2005년 | 후임 겔라 베주아슈빌리 |

| 전임 기오르기 마르그벨라슈빌리 | 조지아의 대통령 2018년 ~ 2024년 | 후임 미헤일 카벨라슈빌리 |